# Chef de plateau
Le chef de plateau est le responsable d'un plateau. C’est l'engrenage qui fait fonctionner le plateau (le studio). Il est responsable de assurer que chacun des départements ne manque de rien.  Durant la mis en ondes, il est responsable de communiquer avec des signes ou des
panneaux, les informations importantes (le temps qui reste, l’annonce d’un produit, l’obligation de couper un sujet, etc.).
Il sera aussi responsable de veiller sur la climatisation et tout par rapport au bien-être des personnes devant la caméra. Il contrôle l’entrée et sortie ainsi que le placement des panelistes et des invités.